# 普法芬韦勒
普法芬韦勒是德国巴登-符腾堡州的一个市镇。总面积3.61平方公里，总人口2511人，其中男性1212人，女性1299人（2011年12月31日），人口密度696人/平方公里。